# رفض الطلب
رفض الطلب هو رفض طرف تلبية طلب طرف آخر. بعض الأفعال التي يمكن اعتبارها بمثابة رفض للطلب قد تتضمن رفض شخص أو مجموعة من الأشخاص يمثلون شركة أو منظمة أو وكالة حكومية توفير ما طلبه العميل أو من يسعى لأن يكون عميلاً، أو فشل نظام يعتمد على الكمبيوتر توفير الوصول للمطلوب. وتحدث عملية الرفض غالبًا لأن الطرف الذي يلتمس تلبية الطلب لا يلبي شروط الطرف الذي يلبي الطلب. ويطلق على المرفوض طلبه اسم مرفوض.

## أمثلة

### إنكار الإنسانية

#### رفض الإعانة
رفض الإعانة هو رفض وكالة تقدم نوعًا ما من الإعانة - مثل المساعدات العامة - تقديمها إلى المتلقي الذي يسعى للحصول على الإعانة. ربما ترفض الوكالة تقديم الإعانة إذا كان المتلقي المعني لا يلبي مستوى الدخل أو التحقق اللازم.

#### رفض دعوى التأمين
رفض دعوى التأمين يكون عند عجز شركة التأمين في توفير طلبات العميل. ويمكن أن يحدث ذلك إما لأن بوليصة التأمين لا تغطي الحدث الذي يبني عليه العميل طلب التأمين أو لأن شركة التأمين تحاول زيادة الأرباح من خلال الرفض. رفضت طلبات العديد من العملاء لأنهم لا يقرأون تفاصيل بوليصة التأمين أو لأنهم لا يقدمون الأوراق الصحيحة.

### الرفض المحوسب

#### رفض الدخول
رفض الدخول يتم عند عدم سماح النظام الآلي الذي يعمل بالكمبيوتر بالوصول إلى النظام. على سبيل المثال، إذا تم إدخال كلمة مرور خاطئة بهدف الدخول إلى الحساب، فسيتم رفض الدخول.

## الاستجابة للرفض
وفقًا لكل حالة، فإنه يمكن الطعن على بعض قرارات الرفض البشرية، مع إمكانية إلغائها إذا تمكن الطرف المرفوض طلبه من إثبات استيفائه شروط القبول.
يمكن التغلب على الرفض المحوسب بإجراء تغيرات من شأنها تغيير موقف الكمبيوتر من الرفض إلى السماح بالدخول. وفي حالة تعذر ذلك، فيجب الاستعانة بشخص أو طرف آخر مختص.